# 299518 Metchev
299518 Metchev este o planetă minoră (asteroid) din centura de asteroizi. A fost descoperită pe 2 februarie 2006 la Mauna Kea Observatories⁠(d) de Paul A. Wiegert⁠(d). 
Obiectul prezintă o orbită caracterizată de o semiaxă mare de 2,2608267906743 UAi, o excentricitate de 0,071971917115463, o înclinație de 1,981284901221 ° în raport cu ecliptica.